# Донченко-Бутковська Валентина Петрівна
Валентина Петрівна До́нченко-Бутко́вська (* 1 листопада 1955, П'ятихатки, Василівський район, Запорізька область) — українська артистка музичної комедії, актриса Київського театру оперети, народна артистка України (2020).

## Життєпис
Народилась 1 листопада 1955 в П'ятихатках Запорізької області.
Закінчила Студію підготовки акторських кадрів при Київському державному театрі оперети (1978, викладач В. Зимня) та Харківський державний інститут мистецтв ім. І. П. Котляревського (1996).
З 1974 працювала у Львівській філармонії. Деякий час викладала музику та спів у Васильківській школі-інтернаті (Київська область).
1978—1994 — артистка Харківського театру музичної комедії.
З 1995 — актриса Київського театру оперети.
Водночас з 1997 протягом 15 років була ведучою авторської мистецької програми «Пізня серенада» на радіо «Голос Києва», в якій розповідала про історію театру, Києва та про сучасних митців.
Автор текстів і ведуча театральних концертів. Автор тексту для ведучих у виставі «Кавова кантата».

## Ролі
- Броня («Таке єврейське щастя» І. Поклада)
- Лорхен («І один у полі воїн» В. Золотухіна)
- Кончита («Юнона і Авось» О. Рибникова)
- Ярина («Весілля в Малинівці» О. Рябова)
- Марієтта, Стассі («Баядера», «Сільва» І. Кальмана)
- Мірабелла («Циганський барон» Й. Штраусса)
- Еллі («Голландочка» І. Кальмана)
- Зарі Рач («Циган-прем'єр» І. Кальмана)
- Чиболетта («Ніч у Венеції» Й. Штрауса)
- Климентина («Граф Люксембург» Ф. Легара)
- Порція («Прекрасна Єлена» Ж. Оффенбаха)
- Фламма («Подорож на Місяць» Ж. Оффенбаха)
- Софійка («Друге весілля в Малинівці» І. Поклада).
- Місіс Пірс («Моя чарівна леді» Ф. Лоу)
- Милиця («Весела вдова» Ф. Легара)
- Мадам Арно («Фіалка Монмартру» І. Кальмана)
- Мадам Баландар («Звана вечеря з італійцями» Ж. Оффенбаха)
- Господиня салону («Кавова кантата» Й. С. Баха)
- Мокрина («Сорочинський ярмарок» О. Рябова)
- Явдоха («За двома зайцями» В. Ільїна)
- Жульєтта («Мадемуазель Нітуш» Ф. Ерве)
- Коза («Кицькин дім» П. Вальдгарда).

## Визнання
- Грамота та Почесна грамота Верховної Ради України
- Почесна грамота Кабінету Міністрів України
- Орден Святої Рівноапостольної Варвари
- Грамота Міністерства культури України
- Грамоти та подяки Київського міського голови
- Заслужена артистка України (2005)[3]
- Народна артистка України (2020)[1]

## Програма «Все про оперету»
Співпрацює з ДТРК «Культура», де веде авторську програму «Все про оперету». Наступні передачі стали популярними серед шанувальників зірок оперети:
- Все про оперету. Лідія Запорожцева [Архівовано 1 квітня 2016 у Wayback Machine.]Державна телерадіокомпанія «Культура» (відео), 2012
- Все про оперету. Режисер Сергій Сміянвідео
- Все про оперету. Людмила Маковецька і Олександр Трофімчук (2014) [Архівовано 3 квітня 2016 у Wayback Machine.]відео
- Все про оперету. Катерина Мамикіна (2015) [Архівовано 31 березня 2016 у Wayback Machine.]відео
- Все про оперету. Микола Бутковський [Архівовано 26 березня 2016 у Wayback Machine.]відео
- Все про оперету. «Золотий циліндр» Богдана Струтинського [Архівовано 24 травня 2014 у Wayback Machine.]відео
- Анонс ДТРК «Культура». Цикл «Все про оперету». Програма «Ти — найкраща! Народна артистка України Тамара Тимошко-Горюшко» [Архівовано 16 червня 2014 у Wayback Machine.]відео